# Die Leiden eines Chinesen in China

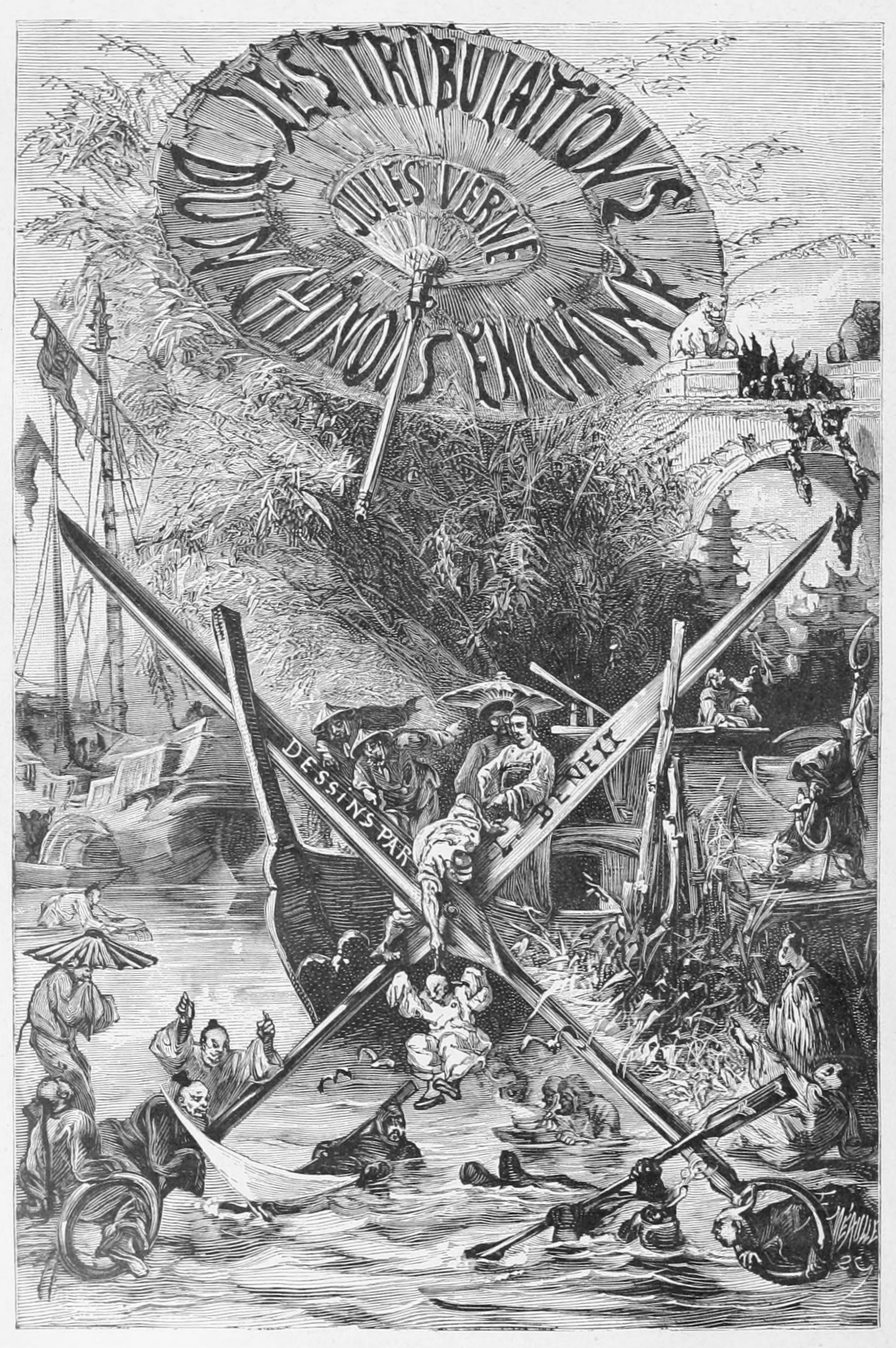
Titelseite der französischen Originalausgabe mit einer Illustration des Zeichners Léon Benett

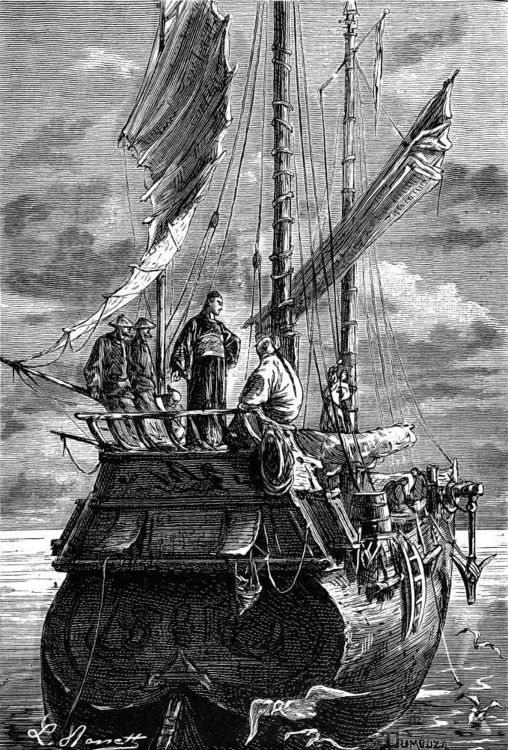
Die Reisenden an Bord der Dschunke Sam-Yep

Die Leiden eines Chinesen in China (auch bekannt als Die Drangsale eines Chinesen in China und Die seltsamen Leiden des Herrn Kin-Fo) ist ein Roman des französischen Schriftstellers Jules Verne. Der Roman wurde erstmals 1879 unter dem französischen Titel Les Tribulations d’un Chinois en Chine veröffentlicht. Die erste deutschsprachige Ausgabe erschien 1879 unter dem Titel Die Leiden eines Chinesen in China. Der englische Titel des Romans lautet The Tribulations of a Chinaman in China.

## Handlung
Der Roman spielt in China am Ende des 19. Jahrhunderts. Erzählt wird die Geschichte des jungen, reichen Chinesen Kin-Fo, der das Leben als solches nicht zu schätzen weiß. Dank seines Reichtums musste er nie erfahren, was es bedeutet, glücklich oder unglücklich zu sein. Wohlhabend, aber völlig antriebslos, lebt er in den Tag hinein, ab und zu durch allerlei Kurzweil zerstreut. Zu seinem direkten Umfeld zählt der im Hause lebende Philosoph Wang, ein bekehrter, früher militanter Gegner des Kaisers. Um sich zu zerstreuen, wird ihm geraten zu heiraten. Wang machte dafür die in Peking lebende junge Witwe Lé-U ausfindig, deren Mann, ein Gelehrter, an Altersschwäche gestorben ist. Kin-Fo sieht in seinem Leben wieder ein Ziel. Lé-U bringt nicht nur Abwechslung, beiderseits sind Sympathien füreinander vorhanden. Aber der gerade einsetzende Optimismus von Kin-Fo wird schlagartig gebremst, als aus den Vereinigten Staaten die Meldung kommt, dass durch einen Konkurs der Bank, deren Aktien er besitzt, seine Vermögenswerte dahingeschmolzen sind. Daraufhin sagt er die geplante Hochzeit mit Lé-U ab und schließt bei der amerikanischen Versicherungsgesellschaft der Hundertjährigen eine auf zwei Monate Laufzeit begrenzte Lebensversicherung über 200.000 Dollar ab, die auch das Ableben durch Selbstmord mit einschließt. Dadurch möchte er seine geliebte Lé-U und seinen besten Freund Wang nach seinem Tode finanziell absichern. Die Versicherungsgesellschaft stimmt dem Vertrag zu, da Kin-Fo gut situiert zu sein scheint und er sich einer guten Gesundheit erfreut. Sicherheitshalber soll er durch die beiden Agenten Craig und Fry der Versicherung überwacht werden. Kin-Fo stellt fest, dass es nicht so einfach ist, Selbstmord zu begehen. Deswegen bittet er Wang um einen ungewöhnlichen Freundschaftsdienst. Wang soll ihn umbringen. Damit Wang straffrei ausgeht, gibt er ihm ein Schreiben in die Hand, in dem Kin-Fo bestätigt, dass er aus eigenem Willen aus dem Leben tritt. Wang stimmt zögernd zu. Kin-Fo kennt nun den Endtermin der Police, aber nicht sein genaues Sterbedatum. Als Kin-Fo nach der Erteilung dieses Mordauftrags plötzlich erfährt, dass der Konkurs der Bank nur vorgetäuscht war und er gar nicht bankrott ist, beginnen seine persönlichen Drangsale. Plötzlich möchte er nicht mehr sterben und deshalb verhindern, durch seinen treuen und zuverlässigen Freund ins Jenseits befördert zu werden. Er kann jetzt die attraktive Lé-U heiraten. Er will Wang informieren, dass dieser ihn jetzt nicht mehr ermorden muss. Doch dieser ist spurlos verschwunden. Jetzt kommt doch Abwechslung bei Kin-Fo auf. Denn er ist auf der Flucht vor seinem selbst beauftragten Mörder. Er lässt öffentlich nach Wang suchen, Wang bleibt jedoch spurlos verschwunden. Mit den beiden „Leibwächtern“ der Versicherung und seinem Diener Soun bricht er auf, um Wang zu suchen. Als die Reisenden Wang in einem Vorort von Peking auf den Fersen sind, rettet sich Wang mit einem Sprung in einen reißenden Fluss, in dem er offensichtlich den Tod findet. Trauer mischt sich mit Erleichterung, der Mörder aus Freundschaft ist nicht mehr existent. In Peking sucht Kin-Fo seine Braut Lé-U auf, um sie zu informieren, dass sie wieder heiraten können. Der Versuch, die Hochzeit in Peking auszurichten, schlägt fehl, da die Mutter des Kaisers verstorben ist und Hochzeiten für die Zeit der Trauer untersagt sind. Eine Botschaft von Wang trifft ein, in der steht, dass er inzwischen sein Entlastungsschreiben von Kin-Fo an den Kopf der ehemaligen terroristischen Vereinigung gegen den Kaiser Lao-Shen abgetreten hat. Der heutige Straßenräuber ist bekannt für seine Skrupellosigkeit. Kin-Fo will von diesem den Brief mit einem Betrag in der Höhe des Gewinnes von Wang aus der Versicherungspolice loskaufen, damit ihn der Bandenchef nicht mehr ermorden muss. Die Gefährten reisen als Passagiere mit der Dschunke Sam-Yep, die mit einem Transport von im Ausland verstorbenen Chinesen auf dem Weg nach Norden ist. Während der Fahrt belauschen die beiden Versicherungsagenten Craig und Fry ein Gespräch zwischen Piraten, die sich in den Särgen im Laderaum versteckt haben, um die Dschunke zu überfallen. Die Reisenden verlassen daraufhin mit von Paul Boyton konstruierten Schwimmanzügen das Schiff und entgehen dadurch dem Überfall. Sie werden von einem Fischerboot gerettet. Kin-Fo will zu dem Schlupfwinkel von Lao-Shen in der Nähe der Chinesischen Mauer gelangen. Kurz vor dem Ziel entlassen die Beschützer, da die Zeit der Police abgelaufen ist, Kin-Fo und Soun in die Fänge des Räubers. Kin-Fos Versuch sich freizukaufen schlägt fehl. Lao-Shen verhängt die Todesstrafe über ihn, da er Buddha gelästert habe, indem er das von diesem gegebene Leben verachtete. Kin-Fo ergibt sich in sein Schicksal und wird in einem Kasten auf ein Schiff verladen. Als er seine Umgebung wieder in Augenschein nehmen kann, stellt er fest, dass er sich im Kreis seiner Freunde in seinem Haus befindet. Wang klärt ihn darüber auf, dass er wusste, dass Kin-Fos Vermögen nicht verloren war, diesem aber einen zweimonatigen Kurs in angewandter Ethik und Philosophie absolvieren lassen wollte. Lé-U besitzt inzwischen das Entlastungsschreiben von Wang. Kin-Fo darf seine Frau erst dann in die Arme schließen, nachdem er mit diesem Brief auch sein altes Leben in Flammen hat aufgehen lassen.

## Charaktere
- Kin-Fo ist der Protagonist, der neben dem Leben nicht nur wahre Freundschaft schätzen lernt, sondern auch den Unterschied zwischen Freunden aus Freundschaft und Freunden des Geldes wegen.
- Soun ist der glücklose Diener Kin-Fos, der immer dann ein Stück seines Haarzopfes verliert, wenn er etwas vermasselt hat.
- Craig-Fry ist der Name der beiden amerikanischen Versicherungsagenten Craig und Fry, die wie siamesische Zwillinge auftreten, agieren und denken. Sie sorgen in der Geschichte für die technische Ausrüstung zum Schutze ihres Mandanten.

## Technische Hilfsmittel

Schwimmanzug von Paul Boyton

Als Kin-Fo, sein Diener und die beiden Versicherungsdetektive die Dschunke des Sargtransporteurs verlassen müssen, weil sich Piraten an Bord befinden, nutzen sie eine in der Realität existierende Erfindung von Paul Boyton (1848–1924). Sie schlüpfen in eine Schutzkombination, die ihnen einen längeren und sicheren Aufenthalt auf dem Meer garantiert. Der Anzug des Kapitän Boyton besteht aus einer Kautschuk-Kleidung aus Hose, Jacke und Kopfbedeckung. Der Rettungsanzug wird aus zwei Blättern hergestellt, zwischen denen Luft eingeblasen werden kann. Die Luft ermöglicht einer Person, auf der Oberfläche des Wassers zu schwimmen, und schützt vor der Abkühlung des Körpers.

## Verfilmungen
Die freien Verfilmungen des Stoffes reduzieren sich i. d. R. auf das Wesentliche: Ein verhinderter Selbstmörder beauftragt für seine Tötung einen Killer, den er dann, aller Sorgen plötzlich ledig geworden, wieder loswerden muss.
- 1915: After Five (Regie: Cecil B. DeMille und Oscar Apfel, mit Edward Abeles)
- 1916: Flirting with Fate (dt.: Flirt mit dem Schicksal, Regie: Christy Cabanne, mit Douglas Fairbanks)
- 1925: The Night Club (dt.: Bräutigam auf Abbruch, Regie:  Paul Iribe und Frank Urson, mit Raymond Griffith)
- 1931: Der Mann, der seinen Mörder sucht (Regie: Robert Siodmak, mit Heinz Rühmann)
- 1938: Time Out for Trouble (Regie: Del Lord, Kurzfilm mit Charley Chase)
- 1944: The Whistler (Regie: William Castle, mit Richard Dix)
- 1945: Off Again, on Again (Regie: Jules White, Kurzfilm mit Shemp Howard)
- 1949: On demande un assassin (Regie: Ernst Neubach, mit Fernandel)
- 1952: Man lebt nur einmal (Regie: Neubach, mit Theo Lingen)
- 1954: Five Days (Regie: Montgomery Tully, mit Dane Clark)
- 1957: Comme un cheveu sur la soupe (dt.: Balduin, der Selbstmörder, Regie: Maurice Régamey, mit Louis de Funès)
- 1965: Les Tribulations d’un Chinois en Chine (dt.: Die tollen Abenteuer des Monsieur L., Regie: Philippe de Broca, mit Jean-Paul Belmondo)
- 1978: The Odd Job (Regie: Peter Medak, mit Graham Chapman)
- 1981: Alles im Eimer (Regie: Ralf Gregan, mit Dieter Hallervorden)
- 1981: Tulips (Regie: Stan Ferris, mit Gabe Kaplan)
- 1987: Shao ye de mo nan (dt.: Ein Chinese sucht seinen Mörder, Regie: Yigong Wu und Jianya Zhang, mit Peisi Chen)
- 1990: I Hired a Contract Killer (dt.: Vertrag mit meinem Killer, Regie: Aki Kaurismäki, mit Jean-Pierre Léaud)
- 1998: Bulworth (dt.: Bulworth, Regie: Warren Beatty, mit Beatty)
- 2002: Emmett’s Mark (dt.: Ohne jeden Ausweg, Regie: Keith Snyder, mit Scott Wolf)
- 2005: Sklapni a zastrel me (Regie: Steen Agro, mit Andy Nyman)
- 2018: Dead in a Week Or Your Money Back (Tom Wilkinson, Christopher Eccleston, Aneurin Barnard)